# 亞歷山大·布斯塔曼特
亞歷山大·布斯塔曼特（Alexander Bustamante，1884年2月24日—1977年8月6日）是牙買加政治人物，牙買加獨立後的第一位總理（1962年—1967年）。

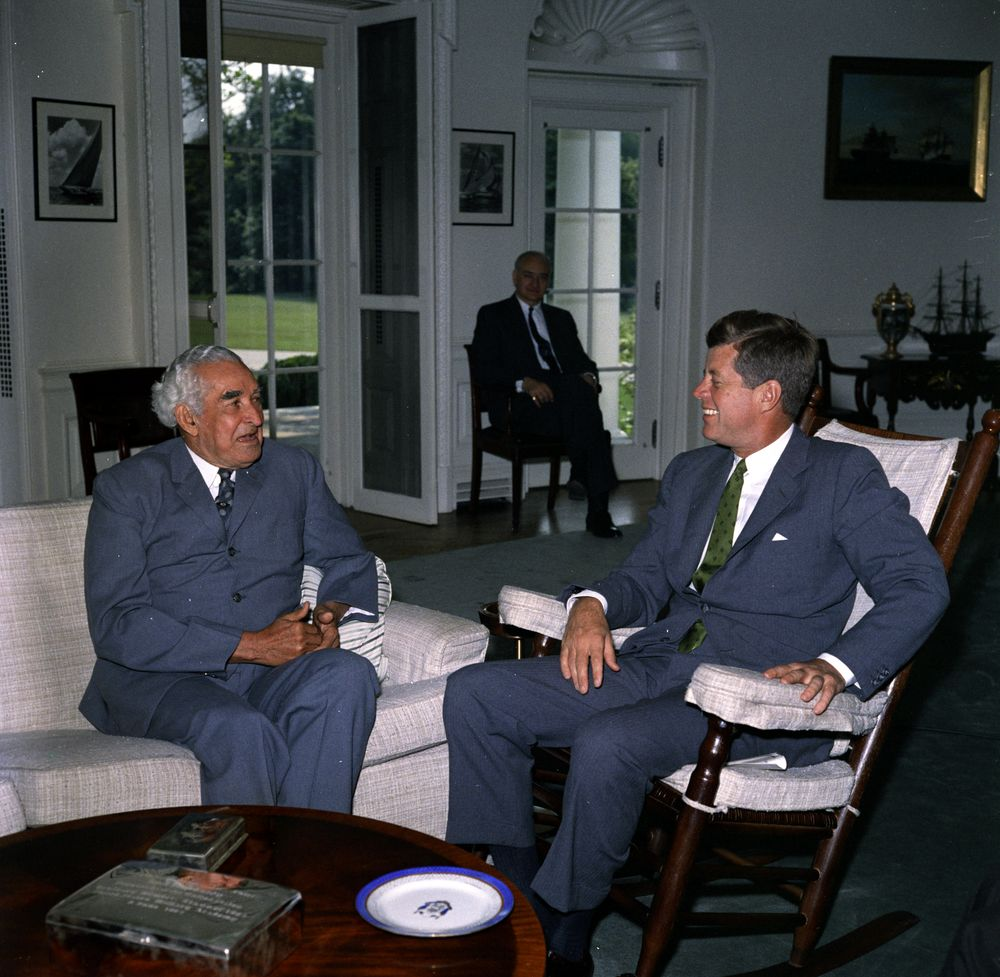
亞歷山大·布斯塔曼特（左）與美國總統約翰·甘迺迪（右）

1943年，布斯塔曼特建立牙買加工黨（JLP）。1958年至1961年間，牙買加是西印度群島聯邦的成員，但在1961年牙買加西印度群島聯邦成員公投中牙買加選擇離開聯邦，並在1962年正式從英國獨立。在1963年的珊瑚花園事件（Coral Gardens incident）中，布斯塔曼特下令逮捕上百名拉斯塔法里運動信徒。1967年，布斯塔曼特將總理之位傳給副手唐納德·桑斯特。他在1977年去世。